# Pectinodrilus glomeriductus
Pectinodrilus glomeriductus is een ringworm uit de familie van de Naididae. De wetenschappelijke naam van de soort is voor het eerst geldig gepubliceerd in 1997 door Erséus.